# Sandra Goodová
Sandra Goodová (nepřechýleně Good; * 20. února 1944) je Američanka, která v dubnu 1968 vstoupila do Mansonovy rodiny. V době, kdy Mansonova rodina provedla vraždu Sharon Tate, byla spolu s Mary Brunner ve vězení za podvody s kreditními kartami. V březnu 1976 byla za rozesílání výhružných dopisů odsouzena k patnácti letům vězení, ale již po necelých deseti letech, v prosinci 1985, byla propuštěna. Na rozdíl od ostatních členů Mansonovy rodiny se nadále k Mansonovi hlásila. V září 1969 se jí narodil syn Ivan.